# دوري قرغيزستان لكرة القدم 1999
دوري قيرغيزستان لكرة القدم 1999 هو الموسم 8 من دوري قيرغيزستان لكرة القدم. كان عدد الأندية المشاركة فيه 12، وفاز فيه FC Dinamo MVD Bishkek ‏.